# Annois
Annois település Franciaországban, Aisne megyében. Lakosainak száma 352 fő (2022. január 1.). Annois Cugny, Flavy-le-Martel, La Neuville-en-Beine, Ollezy és Saint-Simon községekkel határos.

## Népesség
A település népességének változása:
| Lakosok száma | 345  | 397  | 372  | 375  | 385  | 372  | 364  | 362  | 359  | 352  |
|               | 1968 | 1982 | 1990 | 2006 | 2013 | 2015 | 2017 | 2019 | 2020 | 2022 |